# Nate Robinson
Nathaniel Cornelius Robinson, detto Nate (Seattle, 31 maggio 1984), è un ex cestista statunitense, di ruolo playmaker.
Robinson è stato uno dei giocatori più bassi di tutta la lega con i suoi 175 cm ma è anche uno dei migliori saltatori, visto che raggiunge i 112 cm di elevazione. È soprannominato "The Gadget" per la sua imprevedibilità e le sue dimensioni.

## Carriera

### College
Robinson ha frequentato l'università di Washington giocando nella squadra dell'ateneo, i Washington Huskies, sebbene inizialmente giocasse a football nel ruolo di cornerback. Da ragazzino si cimentò anche nella pallavolo ma, approdato al college, cominciò la sua carriera con il basket.

### NBA (2005-2015)

#### New York Knicks (2005-2010)
Robinson è stato scelto con la ventunesima chiamata del draft NBA 2005 dai Phoenix Suns, che però lo inserirono nell'operazione che portò Kurt Thomas da New York in Arizona, mentre ai Knicks andarono Quentin Richardson e lo stesso Nate.
Robinson saltò una sola partita nella sua stagione da rookie, partendo 26 volte in quintetto; concluse la stagione con 9,3 punti di media a partita e 2 assist. Durante l'All-Star Weekend 2006, Robinson ha vinto lo Slam Dunk Contest, battendo in finale Andre Iguodala 141-140, riuscendo a realizzare la sua schiacciata nel turno finale solo dopo quattordici tentativi. Nella sua miglior schiacciata della serata, Nate è riuscito a saltare sopra il vincitore dello Slam Dunk Contest del 1986 Spud Webb (168 cm).
Il 20 novembre 2006 Nate è riuscito a stoppare il centro degli Houston Rockets Yao Ming (229 cm). Questa è stata la terza volta nelle ultime dieci stagioni NBA che un giocatore è riuscito a stopparne un altro più alto di almeno un piede e mezzo (gli altri erano stati Terrell Brandon su Shawn Bradley nel 2001 e Muggsy Bogues su Patrick Ewing a metà anni novanta e su Chris Gatling nel 2000).. Il 16 dicembre è stato uno dei protagonisti della rissa avvenuta durante la partita New York Knicks - Denver Nuggets, ingaggiando un vero e proprio incontro di wrestling con la guardia dei Nuggets J.R. Smith, venendo poi squalificato per dieci giornate.
Robinson ha partecipato allo Slam Dunk Contest 2007 per difendere il suo titolo, ma nella competizione si classifica al secondo posto dietro a Gerald Green: questi stava per saltare sopra un cartone a grandezza naturale di Nate, che decide però di sostituirsi alla sagoma accettando così di farsi saltare dal giocatore dei Celtics che chiude la schiacciata, prendendo gli applausi del pubblico e dei giurati.
Due anni dopo, Nate torna vittorioso nella gara delle schiacciate battendo Dwight Howard, J.R. Smith e il rookie spagnolo Rudy Fernández. Nell'ultima schiacciata della gara ha saltato sopra Howard vestito da Superman e ha gareggiato con un completino verde speciale dei Knicks, in occasione del giorno di San Patrizio, e con delle Nike verdi: in questo frangente è stato soprannominato Kryptonate, poiché è riuscito a sconfiggere Superman Dwight Howard. Robinson partecipa anche allo Slam Dunk Contest 2010, battendo in finale Demar Derozan e guadagnandosi il 51% dei voti del pubblico, diventando così l'unico giocatore nella storia ad aver vinto tre Slam Dunk Contest.
L'8 marzo 2008, contro i Portland Trail Blazers, realizza il suo career-high di punti, mettendone a referto 45.

#### Boston Celtics (2010-2011)
Il 18 febbraio 2010, dopo 5 stagioni nei New York Knicks, viene scambiato per Eddie House, approdando ai Boston Celtics.

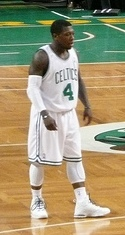
Nate Robinson con l'uniforme dei Celtics

Con i biancoverdi nei play-off è determinante per la vittoria dei Celtics contro gli Orlando Magic in gara 6 segnando 13 punti nel secondo quarto.
Tuttavia i celtici, privi del centro titolare Kendrick Perkins, perderanno in finale 4-3 contro i Los Angeles Lakers di Kobe Bryant e Pau Gasol.

#### Oklahoma City Thunder (2011)
Poco più di un anno dopo, nonostante le buone prestazioni dalla panchina, durante l'ultimo giorno del mercato NBA viene scambiato, assieme a Kendrick Perkins, per Jeff Green e Nenad Krstić, finendo così agli Oklahoma City Thunder.
A fine dicembre 2011 i Thunder svincolano Robinson che diventa pertanto free agent.

#### Golden State Warriors (2012)
Nei primi giorni di gennaio 2012 firma un contratto con i Golden State Warriors, concludendo l'anno con 11,2 punti e 4,5 assist di media.

#### Chicago Bulls (2012-2013)
Nell'estate 2012 sceglie invece di accordarsi con i Chicago Bulls. In assenza del playmaker titolare, Derrick Rose, viene concesso a Robinson molto spazio insieme a Kirk Hinrich. L'11 aprile, contro i New York Knicks di Carmelo Anthony, realizza il suo season-high, segnando 35 punti. Conclude l'anno giocando tutte le 82 partite e mette a referto le medie di 13,1 punti e 4,4 assist in 25,4 minuti a partita.

#### Denver Nuggets (2013-2015)
Il 22 luglio 2013 trova un accordo con i Denver Nuggets e firma un contratto di due anni per 4,12 milioni di dollari. Per la nuova avventura con la franchigia del Colorado, essendo tutti i numeri di maglia da lui utilizzati in precedenza non disponibili, sceglie il numero dieci in onore di Lionel Messi, suo calciatore preferito. Per la stagione 2014-15 cambia poi il suo numero di maglia scegliendo il 5 e lasciando così il numero 10 al compagno Arron Afflalo.
Il 14 gennaio 2015 viene ceduto ai Boston Celtics in cambio di Jameer Nelson, facendo così ritorno alla franchigia del Massachusetts, ma viene tagliato due giorni dopo.

#### Los Angeles Clippers (2015)
Il 7 marzo firma un contratto di dieci giorni con i Los Angeles Clippers. Esordisce con la squadra californiana il giorno seguente, segnando 5 punti nella sconfitta per 106 a 98 contro i Warriors. Al termine del secondo contratto decadale non rinnova con la squadra californiana, rimanendo così free agent.

#### New Orleans Pelicans (2015)
Il 16 ottobre 2015 firma un contratto con i Pelicans che dopo solo due presenze lo tagliano fuori il 29 ottobre 2015 con uno score di 0 punti, 4 assist e 5 falli, tornando così free agent.

### Europa (2016)

#### Hapoel Tel Aviv (2016)
Il 17 marzo 2016 firma un contratto fino al termine della stagione con l'Hapoel Tel Aviv. Il 19 maggio realizza, in una partita di playoff, il suo season high di 46 punti con 7 su 10 nel tiro da 3.

## Statistiche

### College
| Anno      | Squadra            | PG | PT | MP   | TC%  | 3P%  | TL%  | RP  | AP  | PRP | SP  | PP   |
| --------- | ------------------ | -- | -- | ---- | ---- | ---- | ---- | --- | --- | --- | --- | ---- |
| 2002-2003 | Washington Huskies | 23 | 10 | 25,0 | 46,2 | 25,7 | 71,9 | 3,9 | 2,3 | 1,1 | 0,0 | 13,0 |
| 2003-2004 | Washington Huskies | 31 | 21 | 26,9 | 44,7 | 35,4 | 85,3 | 3,9 | 2,7 | 1,7 | 0,1 | 13,2 |
| 2004-2005 | Washington Huskies | 35 | 35 | 31,5 | 46,3 | 38,5 | 78,2 | 3,9 | 4,3 | 1,7 | 0,2 | 16,4 |
| Carriera  | Carriera           | 89 | 66 | 28,2 | 45,7 | 34,8 | 79,3 | 3,9 | 3,2 | 1,6 | 0,1 | 14,4 |

### NBA

#### Regular Season
| Anno      | Squadra          | PG  | PT  | MP   | TC%  | 3P%  | TL%  | RP  | AP  | PRP | SP  | PP   |
| --------- | ---------------- | --- | --- | ---- | ---- | ---- | ---- | --- | --- | --- | --- | ---- |
| 2005-2006 | N.Y. Knicks      | 72  | 26  | 21,4 | 40,7 | 39,7 | 75,2 | 2,3 | 2,0 | 0,8 | 0,0 | 9,3  |
| 2006-2007 | N.Y. Knicks      | 64  | 5   | 21,2 | 43,4 | 39,0 | 77,7 | 2,4 | 1,4 | 0,8 | 0,1 | 10,1 |
| 2007-2008 | N.Y. Knicks      | 72  | 17  | 26,2 | 42,3 | 33,2 | 78,6 | 3,1 | 2,9 | 0,8 | 0,0 | 12,7 |
| 2008-2009 | N.Y. Knicks      | 74  | 11  | 29,9 | 43,7 | 32,5 | 84,1 | 3,9 | 4,1 | 1,3 | 0,1 | 17,2 |
| 2009-2010 | N.Y. Knicks      | 30  | 2   | 24,4 | 45,2 | 37,5 | 77,8 | 2,4 | 3,7 | 0,9 | 0,2 | 13,2 |
| 2009-2010 | Boston Celtics   | 26  | 0   | 14,7 | 40,1 | 41,4 | 61,5 | 1,5 | 2,0 | 0,8 | 0,0 | 6,5  |
| 2010-2011 | Boston Celtics   | 55  | 11  | 17,9 | 40,4 | 32,8 | 82,5 | 1,6 | 1,9 | 0,5 | 0,1 | 7,1  |
| 2010-2011 | Oklahoma Thunder | 4   | 0   | 7,5  | 26,7 | 25,0 | 75,0 | 0,3 | 1,5 | 0,0 | 0,0 | 3,3  |
| 2011-2012 | G.S. Warriors    | 51  | 9   | 23,4 | 42,4 | 36,5 | 83,2 | 2,0 | 4,5 | 1,2 | 0,0 | 11,2 |
| 2012-2013 | Chicago Bulls    | 82  | 23  | 25,4 | 43,3 | 40,5 | 79,9 | 2,2 | 4,4 | 1,0 | 0,1 | 13,1 |
| 2013-2014 | Denver Nuggets   | 44  | 1   | 19,7 | 42,8 | 37,7 | 83,5 | 1,8 | 2,5 | 0,8 | 0,1 | 10,4 |
| 2014-2015 | Denver Nuggets   | 33  | 1   | 14,1 | 34,8 | 26,1 | 65,0 | 1,2 | 2,3 | 0,4 | 0,1 | 5,8  |
| 2014-2015 | L.A. Clippers    | 9   | 0   | 14,0 | 33,3 | 35,0 | 83,3 | 1,2 | 2,2 | 0,7 | 0,0 | 5,1  |
| 2015-2016 | N.O. Pelicans    | 2   | 1   | 11,5 | 0,0  | 0,0  | 0,0  | 0,0 | 2,0 | 0,5 | 0,0 | 0,0  |
| Carriera  | Carriera         | 618 | 107 | 22,5 | 42,3 | 36,0 | 79,6 | 2,3 | 3,0 | 0,9 | 0,1 | 11,0 |

#### Playoffs
| Anno     | Squadra          | PG | PT | MP   | TC%  | 3P%  | TL%  | RP  | AP  | PRP | SP  | PP   |
| -------- | ---------------- | -- | -- | ---- | ---- | ---- | ---- | --- | --- | --- | --- | ---- |
| 2010     | Boston Celtics   | 17 | 0  | 7,5  | 37,5 | 33,3 | 80,0 | 0,8 | 1,1 | 0,4 | 0,1 | 4,2  |
| 2011     | Oklahoma Thunder | 3  | 0  | 4,0  | 28,6 | 33,3 | 100  | 0,0 | 0,3 | 0,0 | 0,0 | 2,7  |
| 2013     | Chicago Bulls    | 12 | 8  | 33,7 | 43,6 | 33,8 | 75,6 | 2,7 | 4,4 | 1,0 | 0,2 | 16,3 |
| Carriera | Carriera         | 32 | 8  | 17,0 | 41,5 | 33,7 | 77,6 | 1,4 | 2,3 | 0,6 | 0,1 | 8,6  |

## Palmarès
- NCAA AP All-America Third Team (2005)
- Vincitore dell'NBA Slam Dunk Contest: 3 (record)

2006, 2009, 2010

## Curiosità
- Su YouTube c'è una serie su di lui chiamata State of Nate.
- Ha fatto parte del film Uncle Drew nel 2018.